# تأثیر بابلی‌ها بر ایران
مردم بابل از طریق هنر، دانش، نگارش و نویسندگی، سیاست و سازماندهی دیوانسالاری، قانون، مذهب و سیاست‌های مذهبی و حتی اندیشه شاهنشاهی، بر ایران تأثیر گذاشته بودند. دوران تأثیرات را می‌توان به سه دوره متمایز تقسیم کرد: آغاز پادشاهی مادها تا فتح بابل توسط کوروش دوم، از پادشاهی کوروش در بابل تا فتح ایران توسط اسکندر مقدونی و دوران سلوکی، پارتی و ساسانی.

## مذهب
سه خدای بزرگ ایرانیان یعنی اهورامزدا، میترا و آناهیتا در کتیبه‌های هخامنشیان از دوران پادشاهی اردشیر دوم هخامنشی (۴۰۴–۵۳۹ پیش از میلاد) هویدا شد. در مورد آناهیتا، از طریق گزارش بروسوس به نقل از کلمنت الکساندری، می‌دانیم که شخص اردشیر دوم دستور داد تا تصاویر «الههٔ عشق» آناهیتا را در سراسر قلمرو اش در بابل، شوش، اکباتان، پرسپولیس، باکترا، دمشق و ساردیس و هر جایی که در آن پرستش الهه جدید انجام می‌گیرد، نصب کنند. بنابر گزارش هرودوت، این تأثیر آشوری و عربی بود که بایستی منجر به گسترش فرقه «افرودیت جهانی» در بین پارسی‌ها گشت. تمام این مدارک به تأثیر مردم میانرودان بر فرقه آناهیتا اشاره دارد و احتمال دارد که خدای آشوری ایشتار و خدای ایلامی نَنا پیشرو الهه ایرانی باشد؛ چرا که شخصیت پیچیده آناهیتا را نمی‌توان تنها از نگاه هندو-ایرانی توضیح داد.
به طور مشابه، اهورامزدا و میترا بایستی به ترتیب همتای مردوک، خدای اصلی بابل و شَمَش، خدای خورشیدی بابل دانست. در تقویم بابل، ۷ ماه به شَمَش اختصاص یافته در حالی که در تقویم ایرانی، به میترا اختصاص داده شده است.
تیری یا تیر (یا شاید تیریا)، خدای سیاره «عطارد»، آسمیله شده خدای میانرودانی نَبو Nabû هست.

## دوگانگی
حدس زده می‌شود که مذهب میانرودانی بر روی اندیشه دوگانی (ثنویت) ایرانی تأثیر گذاشته است. در مورد اندیشه دیو، این تأثیر به طور یقین، صحت دارد.

## گیتی‌شناسی
در حالت کلی، پذیرفته شده که نجوم بابلی در نجوم ایران باستان (به جز یک سیاره، کیوان که نامی سامی است) ریشه دوانیده است. این نام‌ها از نام خدایان ایرانی برگفته شده‌اند: اهورا مزدا (ژوپیتر)، بهرام (مارس)، آناهید (ونوس) و تیر (مرکوری) که مشابه آن در یونانی هم آمده است.

## تأثیر بر اندیشه مانی نقاش
تأثیر میانرودانی تا پایان دوران ساسانیان ادامه داشت. این تأثیر، نقش مهمی در شکل‌گیری مانویت، دین مانی نقاش داشت. مانی، خود را پیامبر بابل خواند که ادعا می‌شود ریشه اندیشه دوگانگی (ثنویت) ایرانیان از او وام گرفته شده است.